# Acantholeria vockerothi
Acantholeria vockerothi is een vliegensoort uit de familie van de afvalvliegen (Heleomyzidae). De wetenschappelijke naam van de soort is voor het eerst geldig gepubliceerd in 1969 door Hackman.